# Episodi di Joséphine, ange gardien (decima stagione)
Joséphine, ange gardien è una serie televisiva francese, andata in onda sinora per 19 stagioni. Qui sotto sono riportate le trame degli episodi della decima stagione della trasmissione, uscita in Francia tra il 2006 e il 2007 e in Italia nel 2016.

## Episodio 32: Il colore dell'amore
- Titolo originale: '
- Diretto da:
- Scritto da:

## Episodio 33: Pronto soccorso
- Titolo originale: '
- Diretto da:
- Scritto da:

## Episodio 34: Un passato per l'avvenire
- Titolo originale: '
- Diretto da:
- Scritto da:

## Episodio 35: Abbandonata dal mondo
- Titolo originale: '
- Diretto da:
- Scritto da:

## Episodio 36: Un condominio sotto sfratto
- Titolo originale: '
- Diretto da:
- Scritto da:

## Episodio 37: L'angelo delle caserme
- Titolo originale: '
- Diretto da:
- Scritto da: